# José Ignacio de Solís y Gand-Vilain
José Ignacio de Solís y Gand-Vilain (Salamanca, 19 de abril de 1683 - Madrid, 25 de junio de 1763), académico español y III duque de Montellano, conde de Saldueña y marqués de Catelnovo y Pons.
Era hijo primogénito de Alonso Gregorio de Solís Osorio —noble, asistente de Sevilla y gentilhombre del rey— y de Luisa de Gante y Luna y Sarmiento, bruselense. Recibió el bautismo en la parroquia de Santo Tomé de los Caballeros, en Salamanca.
Luego de que su familia decidiese instalarse en la Corte real, José de Solís fue nombrado caballero de la Orden de Calatrava en 1703. Al año siguiente, en 1704, contrajo matrimonio con la valenciana Josefa Folch de Cardona de Belvís Milán y Escrivá, por la que obtuvo el título de marqués de Castelnovo y de Pons. De este enlace nacieron tres hijos:
1. Francisco de Solís y Folch de Cardona (cardenal desde 1756).
2. José Solís Folch de Cardona (virrey de Nueva Granada).
3. Alonso de Solís Folch de Cardona (caballero de Calatrava).

El 20 de julio de 1713 fue llamado a pertenecer a la Real Academia Española, petición a la que accedió. Fue protector de Gabriel Álvarez de Toledo y Pellicer, a quien trasladó de Sevilla a Cerdeña para que fuera su secretario personal. 
A pesar de su larga estadía en la Academia, unos cincuenta años, su labor no fue particularmente intensa. Según los autores Emilio Cotarelo y Mori y Alonso Zamora Vicente, la terea más importante que llevó a cabo fue el diseño del emblema de la institución: el crisol puesto al fuego y con la leyenda «Limpia, fija y da esplendor», que fue elegido el 11 de abril de 1714.
El 11 de octubre del mismo año de 1714 fue designado, junto a otros dos académicos, representante de la Corporación para agradecer al monarca la aprobación la constitución de la Academia, pero finalmente tuvo que ser sustituido por Vicente Bercallar y Sanna. En la disertación que debían celebrar mensualmente los miembros eligió un poema que leyó el 18 de julio de 1715. 
El 8 de octubre de 1716 la Academia le escribió para recordarle la importancia de asistir a las juntas. Pocos días después, el 22 de octubre, contestó diciendo que debía retirarse por motivos de salud y ocupaciones domésticas. Por lo demás, y en el caso del Diccionario de autoridades, colaboró en la redacción de las combinaciones 'af' y 'at', encargadas el 10 de agosto y el 13 de noviembre de 1713, respectivamente; no obstante, sus materiales hubieron de ser corregidos por otro académico. También realizó el vaciado de la obra de Juan de Jáuregui con el objetivo de extraer fragmentos que le sirvieran para autorizar los usos de las voces (acta de la Junta académica de 23 de noviembre de 1713) y aportó el vocabulario correspondiente al arte de la esgrima. 
Falleció el 25 de junio de 1763, en Madrid.